# Stop the Bomb
Stop the Bomb (STB) ist eine überparteiliche Initiative, die sich mit prominenter Unterstützung gegen Geschäfte mit dem iranischen Regime und für die Unterstützung der säkularen, rechtsstaatlich-demokratischen Opposition im Iran engagiert. Die Initiative ging im Dezember 2007 in Österreich an die Öffentlichkeit und wird dort von dem Verein „MEDEA - Middle East Democracy Alliance / Allianz für Demokratie im Nahen Osten“ getragen. Seit Oktober 2008 existiert das Bündnis auch in Deutschland, wo es von dem Verein „Mideast Freedom Forum“ getragen wird. Neben dem Terror des Regimes gegen seine eigene Bevölkerung geht es Stop the Bomb vor allem um die Bedrohung Israels und des Westens, die vom iranischen Regime und dem iranischen Atomprogramm ausgeht.

## Petition
Ein zentrales Instrument der Kampagne ist eine Petition, deren österreichische Fassung bislang von über 5400 Personen aus der ganzen Welt unterzeichnet wurde. Mehr als 4900 Einzelpersonen haben bisher die deutsche Petition unterschrieben. In den Petitionen wird vor den atomaren Aufrüstungsplänen des Iran gewarnt sowie von deutschen und österreichischen Unternehmen gefordert, ihre Geschäftsbeziehungen mit dem Staat einzustellen. Darüber hinaus kritisiert die Initiative die Verhältnisse im Iran selbst: „Systematisch werden im Iran Proteste von StudentInnen und Gewerkschaften zerschlagen, Frauen brutal unterdrückt, nationale und religiöse Minderheiten, Schwule und Lesben und RegimegegnerInnen verfolgt. Hinrichtungen und Folter, auch an Minderjährigen, sind an der Tagesordnung, staatliche Willkür, Armut und Korruption allgegenwärtig.“
Von der deutschen und österreichischen Bundesregierung fordert die Initiative den Erlass von Sanktionen gegen den Iran, die Unterstützung der iranischen Opposition und ein Verbot der Hisbollah im Inland.
Prominente Unterstützer der Petitionen sind:
- Iris Berben
- Henryk M. Broder
- Petra Pau
- Rudolf Dreßler
- Madeleine Petrovic
- Elie Wiesel
- Leon de Winter
- Klaus Faber
- Heiner Geißler
- Ute Granold
- Dieter Graumann
- Stephan Grigat
- Stefan Herre
- Elfriede Jelinek
- Beate Klarsfeld
- Stephan Kramer
- Matthias Küntzel
- Andreas Maislinger
- Andrei S. Markovits
- Karol Sauerland
- Bruno Schirra
- Daryush Shokof
- Helga Trüpel
- Efraim Zuroff

## Aktionen
Neben der Petition forciert die Initiative verschiedene öffentliche Aktionen, darunter Demonstrationen und Vorträge. Die Sprecherin und ein Vorstandsmitglied der österreichischen Initiative veröffentlichten zudem ein Buch zum Thema („Der Iran – Analyse einer islamischen Diktatur und ihrer europäischen Förderer“).
- Anfang Mai 2008 fand in Berlin und Wien die internationale Konferenz „Die iranische Bedrohung“ statt.
- Am 14. Mai 2008 protestierte Stop the Bomb vor und in der Hauptversammlung der OMV in Wien, die plant, einen Milliardendeal mit dem iranischen Regime abzuschließen.
- Im August 2008 organisierte Stop the Bomb eine Kundgebung gegen Iran-Geschäfte der Firma „Steiner“ in Siegen.
- Ende Oktober 2008 demonstrierte Stop the Bomb  gegen den Besuch des ehemaligen iranischen Staatspräsidenten Chatami in Wien.
- Am 27. November 2008 demonstrierten Mitglieder von Stop the Bomb gegen ein Seminar der Deutsch-Iranischen Handelskammer in Hamburg[7].
- Am 28. Januar 2009 gab es Proteste von Stop the Bomb gegen die European Gas Conference in Wien.[8]
- Auch auf der Aktionärsversammlung von Siemens im Januar 2009 meldeten sich Aktivisten der Kampagne zu Wort und kritisierten die Handelsbeziehungen von Siemens mit dem Iran[9].
- Im Februar 2009 rief Stop the Bomb zu einer Kundgebung im Rahmen der Berlinale auf. Anlass war der Film Letters to the President.[10]
- Am 1. April 2009 fanden in Wien, Berlin und Den Haag Mahnwachen und Kundgebungen gegen die Unterstützung des iranischen Regimes anlässlich des 30. Jahrestages der Ausrufung der „Islamischen Republik“ im Iran statt.
- Am 11. Oktober 2010 demonstrierte die Kampagne mit Kundgebungen in Wien, Zürich, Berlin, London und Düsseldorf gegen Geschäfte mit dem iranischen Regime.[11]
- Am 27. Februar 2011 nahmen 200 Menschen an einer Kundgebung der Kampagne gegen die Europäisch-Iranische Handelsbank in Hamburg teil.[12]

## Kontroversen
Am 9. März 2005 störte eine Gruppe von Mitgliedern der trotzkistischen Gruppe Arbeiter*innenstandpunkt eine Veranstaltung der Stop-the-Bomb-Kampagne im Wiener Kulturzentrum Café 7stern. Dabei wurde eine Besucherin, Mary Kreutzer, von Michael Pröbsting, einem der damaligen Sprecher der Gruppe, tätlich angegriffen und verletzt. Im März des Folgejahres wurde dieser dafür wegen Körperverletzung verurteilt.
Der Historiker Benny Morris stellte auf einer Konferenz der Initiative in Wien im Jahr 2008 einen Präventivschlag auch mit nicht konventionellen Waffen gegen das iranische Atomprogramm als erforderlich dar. Ferner sei einer Mitarbeiterin der offiziellen Nachrichtenagentur des iranischen Regimes IRNA der Zutritt zu der Veranstaltung verwehrt worden.
Fabian Köhler warf Stop the Bomb 2012 im Neuen Deutschland Kriegstreiberei und Islamophobie vor. Die Organisation bedränge und diffamiere angeblich auch Personen und Organisationen, die Geschäfte mit Iran außerhalb des atomarer bzw. militärischer Belange betreiben. Stop the Bomb weist diese Vorwürfe zurück.